# Gloxinia
Gloxinia es un género con tres especies de plantas herbáceas  perteneciente a la familia Gesneriaceae. Es originario de América.

## Descripción
Son  pequeñas plantas herbáceas, perennes, con rizomas escamosos (ausente en G. xanthophylla) . Tallo erecto. Las hojas son opuestas , rara vez ternadas , con 5-9 (-12 ) pares de venas. Tallo y hojas pubecentes. Tienen flores solitarias , que salen de las axilas de las brácteas opuestas o alternas  , formando conjuntamente una inflorescencia terminal en forma de racimo. Sépalos libres. Corola tubular a campanulada en términos generales , de color blanco , rosa , púrpura o café. El fruto es una cápsula ovoide a elíptica seca, dehiscente con numerosas semillas.

## Distribución y hábitat
Se distribuyen por América del Sur, principalmente en los Andes (pero G. perennis es ampliamente cultivada y se ha naturalizado fuera de ellos), G. erinoides se extiende a Centroamérica (Costa Rica). Crecen en pequeñas o grandes colonias en las rocas , a orillas de ríos o en lugares húmedos sombreados en el bosque; las plantas están en reposo durante el invierno, cuando quedan reducidas a los rizomas subterráneos.

## Etimología
El  género fue nombrado en honor de Benjamin Peter Gloxin (1765-1795) , médico y botánico de Alsacia.

## Taxonomía
La clasificación de Wiehler (1976) (basada principalmente en el número de cromosomas y los experimentos de hibridación) resultó poco natural. La evidencia molecular que ha sido presentada, indica que Gloxinia debe limitarse a tres especies: G. perennis, G. erinoides (anteriormente ubicado en el género monotípico Koellikeria), Y G. xanthophylla (anteriormente ubicado en el género monotípico Anodiscus) (Roalson et al. 2005a , b, Boggan 2006). Un rasgo característico de las tres especies es la inflorescencia, que es terminal, abierta en racimo,  otra cosa rara (Smithiantha). G. perennis y G. erinoides tienen flores fragantes. La  G. perennis atrae a las abejas macho euglossinas al  ser productoras de perfumes (segregados por osmoforos) en lugar de néctar. Fue una de las primeras plantas (y el primer miembro de Gesneriaceae ) en la que se observó que la polinización era efectuada por las abejas machos euglossinas en la recogida del perfume. (Vogel 1966).

## Especies
- Gloxinia erinoides
- Gloxinia perennis
- Gloxinia xanthophylla